# NARUTO -ナルト- 疾風伝 激闘忍者大戦!EX
NARUTO -ナルト- 疾風伝 激闘忍者大戦!EX（ナルトしっぷうでん げきとうにんじゃたいせん!イーエックス）は、タカラトミーから日本で2007年2月22日に発売されたアクションゲームである。海外では『Naruto: Clash of Ninja Revolution』シリーズとしてリリースされている。

## 概要
旧世代ゲーム機ゲームキューブでは1から4までのシリーズが出ており、タカラトミー（当時トミー）の任天堂向けの主力商品であった。
当初は『NARUTO -ナルト- 激闘忍者大戦!EX（仮称）』という仮の名前が公表されていたが、テレビアニメ『NARUTO -ナルト-』が2007年春から『NARUTO -ナルト- 疾風伝』に変わることに伴い『NARUTO -ナルト- 疾風伝 激闘忍者大戦!EX』が正式名称となった。

## シリーズ
- NARUTO -ナルト- 疾風伝 激闘忍者大戦!EX（2007年2月22日発売）

EXシリーズ第1弾。
疾風伝となり、キャラモデル、技の多くが一新されているが、登場キャラ数14人と、40人程収録されていた前作(激闘忍者大戦!4)から大幅減。
前作にあったスリーマンセルモードは廃止。
新要素としてステージ上の障害物、ステージ間移動が追加。
奥義演出中にヌンチャクを指定動作すると威力が上がるなりきりアクションシステム追加。GCコントローラでは適用されないなどの差がある。
おまけモードにWiiリモコンを使ったミニゲームが収録されている。
- NARUTO -ナルト- 疾風伝 激闘忍者大戦!EX2（2007年11月29日発売）

EXシリーズ第2弾。キャラクターは16人が追加され30人となったが、その殆どはGC版の流用である。
- NARUTO -ナルト- 疾風伝 激闘忍者大戦!EX3（2008年11月27日発売）

EXシリーズ第3弾。キャラクターは5人追加され35人となったが、その内3人は海外版からの流用。
新要素として、体力が一定以下になるとキャラが強化される潜在忍力、3D空間を移動する疾風乱戦モード、2人1組で戦うツーマンセルモードの追加などが行われた。
- NARUTO -ナルト- 疾風伝 激闘忍者大戦!SPECIAL（2010年12月2日発売）

EX3シリーズに続くWiiでの激闘忍者大戦シリーズ第4弾。登場キャラ数は41人に増加。
Wi-Fiを利用したオンライン対戦が国内版として初搭載。
協力ツーマンセルモードでは控えキャラによる援護（変わり身ストライカー、追い撃ちストライカー、くずしストライカー）が可能となった。
今作では変わり身の術が、チャクラゲージではなく変わり身ゲージを消費して発動するようになった。
また、過去作に存在したステージ移動は廃止された。

## 登場キャラクター
NARUTO -ナルト- 疾風伝 激闘忍者大戦!EXに登場するキャラクター
- うずまきナルト
- 春野サクラ
- はたけカカシ
- 日向ネジ
- ロック・リー
- テンテン
- マイト・ガイ
- 我愛羅
- カンクロウ
- テマリ
- うちはイタチ
- 干柿鬼鮫
- デイダラ
- サソリ（ヒルコ）

「EX2」から登場するキャラクター
- うちはサスケ
- サソリ（本体）
- サイ
- ヤマト
- 大蛇丸
- 薬師カブト
- 自来也
- 綱手
- 奈良シカマル
- 秋道チョウジ
- 犬塚キバ
- 日向ヒナタ
- 油女シノ
- 猿飛アスマ
- うずまきナルト（旧）(SPでの登場はなし)
- うちはサスケ（旧）(SPでの登場はなし)

「EX3」から登場するキャラクター
- 角都
- 飛段
- 夕日紅
- バキ
- 卯月夕顔

「SP」から登場するキャラクター
- 仙人ナルト
- 山中いの
- チヨバア
- みたらしアンコ
- キラービー
- 暗部カカシ
- 波風ミナト
- 四代目雷影・エー